# Campanula cenisia
Campanule du Mont Cenis
Espèce
Classification phylogénétique
Campanula cenisia, la campanule du Mont Cenis, est une petite plante vivace rhizomateuse de l'ouest des Alpes (du Dauphiné au Tyrol). Haute de 2 à 6 cm, elle forme des plaques dans les éboulis rocheux et les rocailles, à haute altitude (entre 2 000 et 3 000 mètres).

## Culture
Zones de rusticité : 3-7
Exposition : soleil avec ombre légère en après-midi 
Sol : acide, pauvre, drainé
Multiplication : germe en 2-4 semaines à 20 °C après une période de froid à 0 °C pendant 6 semaines avec des graines récoltées 5 mois auparavant; division au printemps et à l'automne
Usages : fissure, auge, jardin alpin, éboulis, couvre-sol, auge, fleurs comestibles